# Mas del Caixés
El Mas del Caixés és una masia de Reus (Baix Camp) situada a la partida del Burgaret. És un mas important i antic. Se situa al triangle format per la carretera de Sant Ramon al nord-oest, la via del tren a Barcelona al sud i la riera de la Quadra al nord-est, però sense que les terres del mas arribin a la riera. El nom del mas també s'escriu Caixers, en una ultracorrecció.

## Descripció
El mas és una construcció gran de creixement compacte, amb diverses ampliacions. De totes elles n'ha resultat una planta quadrada, amb tres plantes d'alçada i coberta amb part de terrat i part de teulada. Hi ha un annex de planta baixa, que fa de magatzem. La façana principal mostra el creixement, en funció de les necessitats, i l'acroteri unifica els buit i plens de les finestres i portes d'aquesta façana.
L'estat actual del mas és bo, al davant té un caminal amb palmeres.